# Ответ в 1988
«Ответ в 1988» (кор. 응답하라 1988, Eungdabhara 1988) — южнокорейский телесериал 2015 года, продолжающий цикл повествования двух снятых ранее телесериалов о молодых людях из прошлых лет «Ответ в 1997» и «Ответ в 1994». В главных ролях снимались солистка идол-группы Girl’s Day Ли Хе Ри, а также Пак Бо-гом, Рю Джуньёль и Ко Гёнпхё. Сериал транслировался на кабельном телеканале tvN по пятницам и субботам в 19:50 по корейскому времени с 6 ноября 2015 по 16 января 2016 года.
Сюжет повествует о жизни пяти молодых друзей, живущих в районе Тобонгу в 1988 году и их семьях. Как и в сериалах-предшественниках, основными тематиками станут семейные отношения и первая любовь, также появляется и тема «загадочного мужа», однако в отличие от «Ответа в 1997» и «Ответа в 1994» интрига того, кто из героев станет мужем главной героини в будущем, не является основой сериала. Одним из источников вдохновения для сценаристов стал телесериал Three Families Under One Roof, шедший в Корее с 1986 по 1994 год.

## В ролях
- Ли Хе Ри — Сон Доксон (взрослую героиню играет Ли Миён[англ.])
- Пак Бо-гом — Чхве Тхэк, юный гений игры бадук
- Рю Джунёль[англ.] — Ким Джонхван
- Ко Гён Пхё — Сон Сон У
- Ли Донхви[англ.] — Рю Донрён

## Саундтрек
Как и в сериалах-предшественниках, основными музыкальными темами для «Ответа в 1988» стали ремейки песен соответствующей эпохи.
OST Part 1
| №  | Название                                      | Текст песни   | Длительность |
| -- | --------------------------------------------- | ------------- | ------------ |
| 1. | «Youth (청춘) (Rock Ver.)» (Kim Feel)         | Kim Chang-wan |              |
| 2. | «Youth (청춘) feat. Kim Chang-wan» (Kim Feel) | Kim Chang-wan |              |